# Platyrrhinus chocoensis
Platyrrhinus chocoensis е вид бозайник от семейство Phyllostomidae. Видът е застрашен от изчезване.